# Residencia Maguire

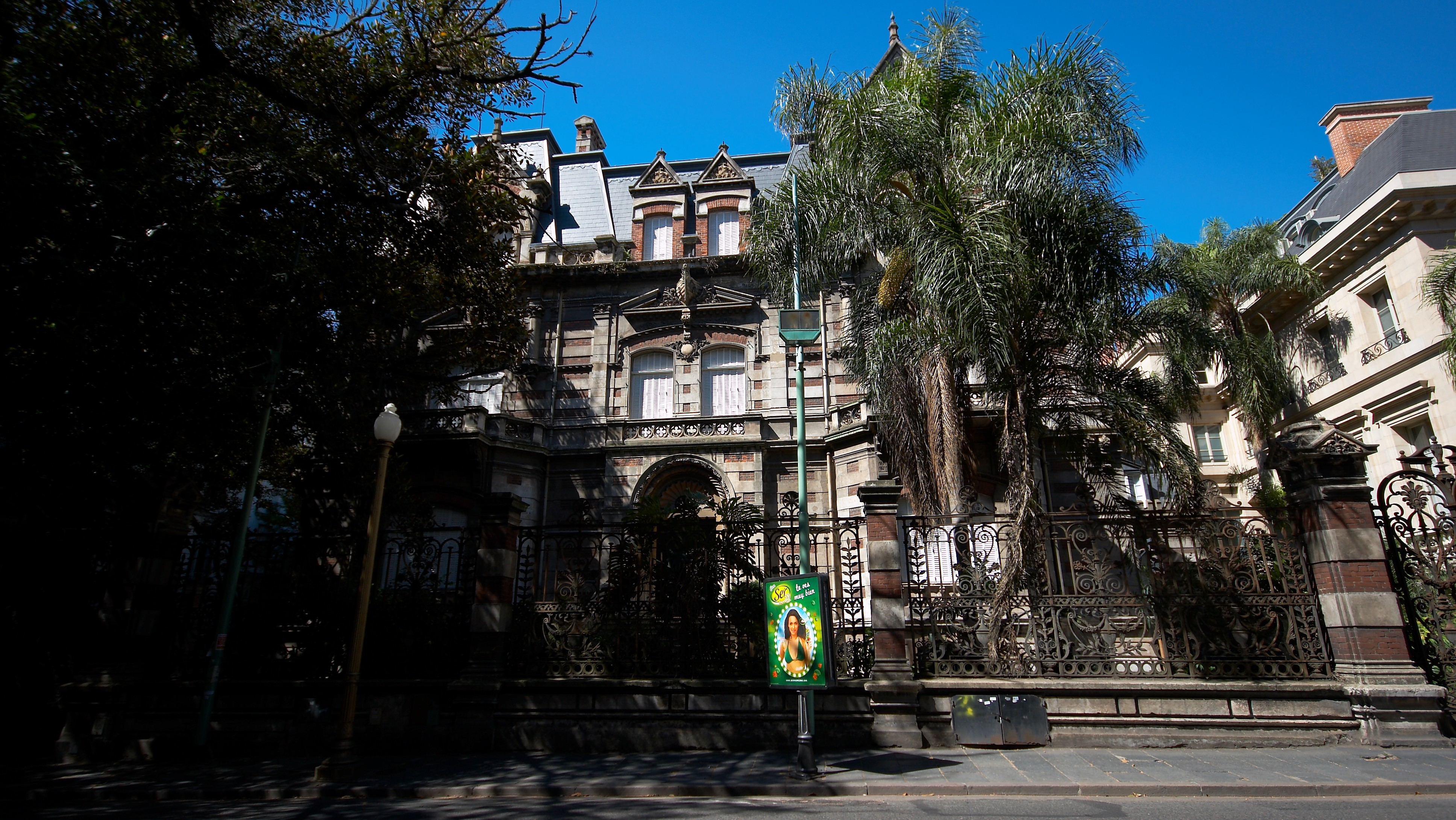
La actual Residencia Maguire, ex-Hume, ex-Duhau

La residencia Maguire es una antigua mansión que se encuentra en la avenida Alvear 1683, en la ciudad de Buenos Aires. Es una de las pocas sobrevivientes de un corredor de palacetes aristocráticos que fueron demolidos en su mayoría a partir de 1930.

## Historia
A partir de 1880, con la consolidación del Estado argentino y el crecimiento de la economía nacional, la clase alta porteña se influenció según las costumbres europeas, y especialmente las francesas. De esta forma, la entonces calle Bella Vista (llamada Alvear luego de 1885), donde las familias de la aristocracia de Buenos Aires tenían hasta entonces sus quintas suburbanas.
En este contexto el ingeniero Alejandro Hume, exitoso emprendedor ferroviario, encargó en 1890 el diseño de su residencia en la avenida Alvear al arquitecto Carlos Ryder. Se trató de un palacete que se encuadra en el estilo tardo-victoriano, y que fue construido con materiales importados de Escocia. Sus fachadas combinan los ladrillos vistos con revestimientos símil piedra.
En noviembre de 1893, se realizó allí una de las primeras muestras de arte de Buenos Aires, en un evento de caridad a beneficio del Círculo de Santa Cecilia. Seleccionados por Eduardo Schiaffino, se expusieron 125 óleos, 68 muebles y 367 objetos (tapicería, bronces, marfiles) de diversas colecciones privadas, entre ellas las de Andrés Lamas y Aristóbulo del Valle.
En 1913, el paisajista Carlos Thays realizó el diseño de los jardines privados de la residencia, que ocupan los fondos del terreno hacia la calle Posadas. En la década de 1920, el palacio Hume fue vendido a los hermanos Alberto, María Faustina y María Candelaria Duhau, motivo por el cual también es conocido como Palacio Duhau, prestando a confusiones con otra residencia de igual nombre, que perteneció a Luis Duhau.
Luego, vivió en esta mansión Susana Duhau, casada con John Walter Maguire, y en la actualidad su hija continúa viviendo allí, tratándose de la única residencia aristocrática en la Avenida Alvear que aún mantiene su función, ya que las pocas que siguen en pie fueron transformadas en hoteles, o son propiedad del Estado.
En 2002, el Decreto 1495 declaró Monumento Histórico Nacional a la residencia Maguire, junto con otras residencias notables de la Avenida Alvear, como el palacio Duhau y el palacio Fernández Anchorena.